# 크리스 밴홀런
크리스토퍼 "크리스" 밴홀런 주니어(영어: Christopher "Chris" Van Hollen, Jr., 1959년 1월 10일 ~ )는 미국 민주당 소속의 정치인이다. 메릴랜드주 하원의원, 민주당 캠페인 위원장을 지냈으며 현재는 메릴랜드주 상원의원이다. 파키스탄 카라치에서 태어났다.

## 같이 보기
- 트럼프-우크라이나 스캔들

## 역대 선거 결과
| 선거명      | 직책명                         | 대수  | 정당   | 득표율 | 득표수      | 결과 | 당락                     |
| ----------- | ------------------------------ | ----- | ------ | ------ | ----------- | ---- | ------------------------ |
| 1990년 선거 | 하원의원 (메릴랜드 제18선거구) | 405대 | 민주당 | 0%     | 표          | 1위  | 메릴랜드 주의원 당선     |
| 1994년 선거 | 상원의원 (메릴랜드 제18부)     | 409대 | 민주당 | 67.79% | 21,669표    | 1위  | 메릴랜드 주의원 당선     |
| 1998년 선거 | 상원의원 (메릴랜드 제18부)     | 413대 | 민주당 | 73.22% | 24,111표    | 1위  | 메릴랜드 주의원 당선     |
| 2002년 선거 | 하원의원 (메릴랜드 제8선거구)  | 108대 | 민주당 | 51.71% | 112,788표   | 1위  | 메릴랜드주 하원의원 당선 |
| 2004년 선거 | 하원의원 (메릴랜드 제8선거구)  | 109대 | 민주당 | 74.78% | 215,129표   | 1위  | 메릴랜드주 하원의원 당선 |
| 2006년 선거 | 하원의원 (메릴랜드 제8선거구)  | 110대 | 민주당 | 76.52% | 168,872표   | 1위  | 메릴랜드주 하원의원 당선 |
| 2008년 선거 | 하원의원 (메릴랜드 제8선거구)  | 111대 | 민주당 | 75.07% | 229,669표   | 1위  | 메릴랜드주 하원의원 당선 |
| 2010년 선거 | 하원의원 (메릴랜드 제8선거구)  | 112대 | 민주당 | 73.27% | 153,613표   | 1위  | 메릴랜드주 하원의원 당선 |
| 2012년 선거 | 하원의원 (메릴랜드 제8선거구)  | 113대 | 민주당 | 63.37% | 217,531표   | 1위  | 메릴랜드주 하원의원 당선 |
| 2014년 선거 | 하원의원 (메릴랜드 제8선거구)  | 114대 | 민주당 | 60.74% | 136,722표   | 1위  | 메릴랜드주 하원의원 당선 |
| 2016년 선거 | 상원의원 (메릴랜드 제3부)      | 115대 | 민주당 | 60.89% | 1,659,907표 | 1위  | 메릴랜드주 상원의원 당선 |
| 2022년 선거 | 상원의원 (메릴랜드 제3부)      | 118대 | 민주당 | 65.77% | 1,316,897표 | 1위  | 메릴랜드주 상원의원 당선 |

## 참고 자료
- 크리스 밴홀런  - 공식 웹사이트
- 미국 의원 인물 소개
- 크리스 밴홀런 - X
- 크리스 밴홀런 - 페이스북

| 전임 패트리샤 셔·로렌스 와이저 | 제405·406·407·408대 하원의원 (메릴랜드 제18선거구) 1991년 1월 9일 ~ 1995년 1월 11일 | 후임 샤론 그로스펠드 |

| 전임 패트리샤 셔 | 제409·410·411·412·413·414·415·416대 상원의원 (메릴랜드 제18부) 1995년 1월 11일 ~ 2003년 1월 8일 | 후임 샤론 M. 그로스펠드 |

| 전임 코니 모렐라 | 제108·109·110·111·112·113·114대 메릴랜드주 제8선거구 연방 하원의원 2003년 1월 3일 ~ 2017년 1월 3일 | 후임 제이미 래스킨 |

| 전임 바버라 미컬스키 | 제115~대 메릴랜드주 제3부 연방 상원 2017년 1월 3일 ~ |  |